# Guerre de l'Eelam I
Guerre civile du Sri Lanka
Batailles
Offensive sur Kokkilai (1985) - Operation Vadamarachchi
La Guerre de l'Eelam I est la première phase de la Guerre civile du Sri Lanka.
Elle débute le 23 juillet 1983, lors de l’évènement déclencheur de la guerre, le Juillet noir; et se termine le 29 juillet 1987, lors de la signature de l'accord de paix indo-sri lankais, qui implique l'arrivée des forces indiennes pour maintenir la paix entre les tamouls sri-lankais et les cingalais.

## Contexte

### Milices tamoules
Au début des années 1970, la population tamoule subissait des violences racistes et des répressions grandissantes de la part des Cingalais. Les gouvernements successifs jouaient du nationalisme cingalais pour justifier les diverses crises économiques, et petit à petit, la police nationale a cessé de protéger les Tamouls. Le sentiment d'insécurité des Tamouls commençait à grandir, jusqu'aux élections législatives srilankaises de 1977 qui va mener au massacre à l'échelle national des Tamouls deux semaines plus tard. Dans diverses provinces de l'île, des groupes de défenses tamouls se sont formés pour se protéger des Cingalais. 
Ainsi, 16 milices tamoules ont été recensées dans les décennies 1970, telles que PLOTE, TELO, EROS, EPLRF, ENDLF, ENLF, et enfin les Tigres tamouls LTTE. La majorité de ces groupes étaient des groupes de défenses, d'autres étaient des groupes para-militaires.

### Juillet noir
Lors de l'assaut du 23 juillet 1983, plusieurs militants des LTTE ont attaqué une colonne militaire cingalaise près de Jaffna et tué 15 soldats gouvernementaux. C'est le déclenchement des évènements de Juillet noir entre le 24 au 30 juillet : émeutes et massacres des Cingalais contre la minorité tamoule avant l'intervention tardive du gouvernement. Entre 400 et 3000 personnes sont mortes, selon les sources cingalaises ou tamoules.

## Chronologie

### 1983
- 30 août 1983 : le gouvernement indien envoie un navire, "Bharat Seema", et rentre en Inde avec les 340 premiers réfugiés tamouls du Sri Lanka. C'est le début de l'exode de centaines de milliers de réfugiés tamouls de la guerre.
- 23 septembre 1983 : des militants tamouls PLOTE sont entrés dans la prison de sécurité de Batticaloa et ont libéré plus de 200 prisonniers: une grande majorité de tamouls mais aussi des criminels cingalais.

### 1984
- 23 mars 1984 : les LTTE ont attaqué le poste de police de Point Pedro et ont tué trois policiers.
- 28 mars 1984 : massacre de Chunnakam. Des membres des forces aériennes sri-lankaises se sont vengés du meurtre d'un membre qui avait été tué lors d'une autre attaque dans un commissariat de police, qui avait tiré sur le marché et massacré 9 civils; une cinquantaine de civils ont également été blessés.
- 10 avril 1984 : les LTTE ont attaqué un convoi militaire à Karaiyoor, dans la ville de Jaffna, et ont incité l'armée à tirer dans les environs. Cinq civils ont été tués. Dans la soirée, les militaires ont pris part à des émeutes destructrices, causant d'importants dégâts dans les environs, notamment une église catholique à Karaiyoor. Pour se venger, des foules tamoules ont attaqué plusieurs magasins et temples cingalais de la péninsule de Jaffna.
- 10 mai 1984 : 11 militants tamouls EPRLF ont enlevé un couple américain, Stanley Bryson et Mary Elizabeth Allen, à Point Pedro, et ont tenté de les échanger contre vingt prisonniers politiques au gouvernement. L'intervention indienne a forcé EPRLF à libérer les Américains le 14 mai.
- 28 juin 1984 : l'hôtel Lanka Oberoi, dans la capitale colombienne, est grièvement blessé par une bombe placée par des militants tamouls d'EROS. Une travailleuse a été tuée.
- 25 juillet 1984 : des militants tamouls commémorent les attentats à la bombe perpétrés en juillet alors que les membres politiques tamouls de TELO font fermer tous les magasins, écoles et autres institutions pendant deux jours.
- 2 août 1984 : attentat à l'aéroport international de Meenambakam à Madras. Un terroriste tamoul a dû passer en contrebande des bagages à bord d'un avion de ligne Air Lanka de Chennai, dans le Tamil Nadu, à destination de Colombo, au Sri Lanka, mais les bagages ont été retardés et la bombe à retardement a explosé. Six ont été tués, 24 autres blessés à l'aéroport de Madras.
- 4 août 1984 : les LTTE ont attaqué un bateau de patrouille sri-lankais et l'ont détruit, tuant 6 membres du personnel de la SLN (marine sri-lankaise).
- 5 août 1984 : les LTTE ont attaqué un poste de police pour cambrioler la mitraillette et ont tué deux policiers contre une perte inconnue, qui aurait fait plusieurs morts.
- 8 aout 1984: un militant de TELO a attaqué le poste de police de Chunnakam et contraint la police à s'enfuir le lendemain. Mais une bombe a été placée dans le poste de police, qui a immédiatement été pris par des civils curieux. 20 ont été tués, 30 autres blessés.
- 9 aout 1984: pour se venger du meurtre d'un chef de la police à Vavuniya, les forces de sécurité de la péninsule de Jaffna ont exécuté sans preuve 22 Tamouls suspectés de faire partie de milices.
- 11 août 1984 : 6 soldats du gouvernement ont été tués par une mine antipersonnel qui a détruit leurs véhicules à Mannar.
- 1er septembre 1984 : 5 policiers spécialement entraînés ont été tués dans l'explosion d'une bombe à Thikkam, dans la région de Point Pedro. Par vengeance, le marché de Point Pedro a été incendié par l'armée.
- 3 septembre 1984 : Un navire de guerre sri-lankais a tiré sur un bateau de pêche et tué 8 pêcheurs au large à Point Pedro.
- 9 septembre 1984 : 9 soldats sont tués et 4 autres blessés par une mine terrestre à Kokilai, à environ 15 km de Mullaittivu, dans le nord-est du Sri Lanka.
- 11 septembre 1984 : massacre de Poovarasankulam. L'armée sri-lankaise a détourné un bus privé à Vavuniya et l'a conduit sur la route reliant Vavuniya à Mannar, à Poovarasankulam. Les 28 civils dans le bus ont été massacrés sans pitié.
- 21 octobre 1984 : Colombo est exposé à une série d’explosions qui déclenchent la panique et 3 personnes sont tuées. EROS est soupçonné de se tenir derrière au moins dix bombes ce jour-là.
- 20 novembre 1984 : le militant TELO a capturé le poste de police de Chavakachcheri, dans la péninsule de Jaffna, après avoir conduit une voiture piégée au poste de police et l'avoir fait exploser. 24 policiers ont été tués lors du bombardement.
- 24 novembre 1984 : massacre de Padaviya. Les LTTE ont d'abord attaqué un village appelé Kent dans le district de Mullaitivu, puis un autre village appelé Dollar. 62 civils célibataires ont été massacrés.
- 25 novembre 1984 : massacre de Nayaru-Kokilai. Les LTTE ont fait irruption dans deux villages isolés peuplés du littoral du district de Mullaitivu et ont tué 59 civils. Le massacre dans l'est du Sri Lanka a déclenché des masses de Cingalais originaires des zones disputées du nord-est.
- 2 décembre 1984 : massacre d'Othiyamalai. Un groupe de trente militants sri-lankais est entré dans le village d'Othiyamalai dans le district de Mullaitivu et a massacré 27 Tamouls et enlevé 5 autres hommes, qui n'ont jamais été retrouvés.
- 4 décembre 1984 : l'armée sri-lankaise a tué 90 civils tamouls pour se venger d'une explosion provoquée par une mine terrestre qui a tué un militaire.
- 13 décembre 1984 : le prêtre tamoul George N. Jeyarajasingham, un policier et son chauffeur sont assassinés par des militaires sur la route de Murunkam.
- 18 décembre 1984 : 8 policiers et 1 civil ont été tués par une mine à Batticaloa.
- 19 décembre 1984 : 4 militaires ont été tués par des explosifs qui ont détruit leurs véhicules à Padaviya, dans le district de Mullaitivu. Le même jour, 1000 Tamouls ont été arrêtés par les autorités dans la ville de Jaffna.

### 1985
- 6 janvier 1985 : Mary Bastian, membre du clergé chrétien, à l'église Sainte-Anne de Vankalai, à Mannar, est abattue par balle par les forces de sécurité sri-lankaises au cours d'un épisode qui a longtemps fait l'objet de nombreuses discussions.
- 9 janvier 1985 : une bataille a lieu à environ 17 km de la ville de Jaffna entre l'armée et les LTTE, 14 tigres tamouls ont été tués lors des combats.
- 9 janvier 1985 : bombardement de la campagne "Yarl Devi". Des terroristes de TELO ont détruit le chantier express "Yarl Devi" avec des explosifs qui ont tué 34 personnes, dont 22 soldats à Murukandy à 70 km au sud de la ville de Jaffna.
- 24 janvier 1985 : 6 civils tamouls ont été tués à Koddaikallar, dans la région de Batticaloa, par des forces spéciales militaires.
- 4 février 1985 : 6 suspects de militants tamouls ont été tués par la police à Trincomalee.
- Bataille de Kokulai. Les LTTE ont attaqué plus de 100 tigres tamouls à la base militaire de Kokulai, dans le district de Mullaitivu. Le gouvernement a déclaré avoir perdu 4 morts et les LTTE 14 personnes, mais les LTTE ont déclaré avoir pris la base militaire et l'ont laissée avec 16 morts. Les forces gouvernementales auraient dû perdre 106 morts selon les LTTE.
- 15 février 1985 : en représailles de la bataille de Kokulai, 52 membres de la sécurité militaire tuent 52 Tamouls dans le district de Mullaitivu.
- 3 mars 1985 : 13 réfugiés tamouls sont tués par les forces de la mer sri-lankaises qui tentent de mettre fin à l'exode de l'Inde avec le pouvoir.
- 10 avril 1985 : 200 tigres tamouls ont capturé un poste de police dans la ville de Jaffna et les forces de police déplacées se sont déplacées à Jaffna peu après la mort de 4 policiers.
- 25 avril 1985 : un militant de PLOTE a capturé un commissariat de police dans la partie cingalaise du pays, à seulement 60 km de Colombo.
- 4 mai 1985 : bataille de Karainagar. Le militant de l'EPRLF a attaqué la base navale sri-lankaise de Karainagar, mais a été rendu responsable d'une perte de 25 morts contre 4 militaires tués.
- 7 mai 1985 : 5 militaires ont été tués par une mine terrestre par les LTTE à Valvetiturai.
- 9 mai 1985 : en vengeance de la mine terrestre tuant 5 militaires, 75 civils tamouls ont été massacrés dans la région, dont 25 à Oorani, à deux kilomètres à l'est de Valvetiturai.
- 14 mai 1985 : massacre d'Anuradhapura. Des terroristes du LTTE ont massacré 146 civils dans la ville d'Anuradhapura.
- 15 mai 1985 : massacre de Kumudini sur les passages d'un ferry reliant les îles de Delft à Nainathievu, environ 23 Tamouls ont été tués par du personnel de la marine sri-lankaise.
- 17 mai 1985 : en représailles du massacre d'Anuradhapura, 35 hommes tamouls sont enlevés et exécutés par les forces spéciales de l'armée dans l'est du Sri Lanka.
- 30 mai 1985 : 5 LTTE ont tué 5 civils cingalais dans les villages de Mahandapura et Dehiwatta, au nord-est du pays.
- 3 juin 1985 : 13 passagers tamouls dans un bus sont retirés et exécutés par le paramilitaire seul à l'extérieur de Trincomalee.
- 11 juin 1985 : 13 civils cingalais sont massacrés à Dehiwatta par des LTTE.
- 15 juin 1985 : les LTTE ont détruit le poste de police de Mannar, où plusieurs policiers ont également été tués.
- 17 juin 1985 : les LTTE ont tué 13 militaires lors d'un raid dans la ville de Jaffna et ont détruit un véhicule de police à Trincomalee où 3 policiers ont été tués.
- 18 juin 1985 : le gouvernement du Sri Lanka a déclaré un cessez-le-feu unilatéral dans l’espoir de lancer des pourparlers de paix avec les militants tamouls.
- 10 juillet 1985 : début des pourparlers au Bhoutan dans les hauteurs de l'Himalaya.
- 16 août 1985 : une explosion de mine à Vavuniya a déclenché des représailles de la part de l'armée qui a abattu 15 civils tamouls à Vavuniya.
- 17 août 1985 : massacre d'Anankathai. Des paramilitaires et des militaires cingalais ont attaqué des civils tamouls à Anankathai, dans la région de Trincomalee. Les tamouls de l'ENLF a affirmé que près de 250 personnes avaient été tuées lors du massacre.
- 22 août 1985 : 4 militaires ont été tués lors d'une attaque de militants tamouls à Trincomalee. Les pourparlers de paix se sont terminés sans résultat.
- 20 septembre 1985 : les paramilitaires cingalais massacrent 15 Tamouls dans leurs maisons du district d'Amparai. En guise de vengeance, des militants de TEA ont attaqué le commissariat de police de Kilinochchi et l'ont détruit avec une voiture piégée.
- 20 décembre 1985 : 6 pèlerins enlevés par les tribus tamils de Mannar ont été exécutés une semaine après leur enlèvement

### 1986
- 3 mai 1986 : Vol Air Lanka 512. Une bombe a explosé dans un avion de la compagnie Air Lanka à l'aéroport international Bandaranaike. 21 personnes ont été tuées et 41 autres blessées. C'est le premier attentat dans Colombo
- 7 mai 1986 : Attentat à la poste centrale de Colombo : 14 morts et plus de cents blessés.
- 19 mai 1986 : Bombardement del'aviation cingalaise au centre de Jaffna, et fait 12 morts. L'objectif de dégager les voies d'accès n'est pas atteint.
- 23 mai 1986 : Représailles des Tigres tamouls dans des villages de la région de Trincomalee. 32 civils cingalais sont assassinés.
- 30 mai 1986 : Attentat au camion piégé fait 10 morts à Colombo. A Trincomalee, un convoi militaire saute sur une mine : 22 soldats et 5 civils sont tués.
- 31 mai 1986 : Une bombe explose dans une gare à 40 km de Colombo, placé dans un train en provenance de Batticaloa. 12 morts et 40 blessés.
- 11 juillet 1986 : un tigre tamoul est tué par les forces gouvernementales dans le district de Valvethithurai à Jaffna

### 1987
- 21 avril 1987 : attaque terroriste contre le terminal de bus central. Avec une voiture piégée, les terroristes du LTTE ont fait sauter le terminal de bus central de Colombo. 113 civils ont été tués.
- 26 mai 1987 : opération Vadamarachchi. L'armée sri-lankaise a lancé la première opération conventionnelle de la guerre avec 8000 soldats qui étaient sur le point de prendre de nouveau la ville de Jaffna sous leur contrôle. 689 militaires et 631 LTTE ont été tués.
- 2 juin 1987 : massacre d'Arantalawa : les LTTE ont massacré 35 passagers d'un bus à Arantalawa, dans le district d'Ampara, à l'est de l'île.
- 5 juillet 1987 : attentat-suicide à Nelliady dans la péninsule de Jaffna. Le "capitaine Miller", devient un "héros" des Tigres Tamouls, en devenant le premier kamikaze à commettre un attentat-suicide à la bombe : un petit camion a explosé dans le camp militaire de Nelliady Madhya Vidyalayam. 39 militaires ont été tués lors de l'attaque. La branche des Tigres noirs est créée.